# Kostel svatého Josefa (Palonín)
Kostel svatého Josefa (svaté Rodiny) v Paloníně je slohově nevýraznou stavbou z let 1828–1829. Dobře zachovalý soubor sakrální architektury sestávající z kostela sv. Josefa s hodnotným mobiliářem a kamenného sousoší Kalvárie byl prohlášen kulturní památkou v roce 2013.

## Historie
Úmysl postavit kostel v Paloníně podporoval zejména místní rodák kněz Josef Dostál, který také věnoval základní kámen. Kostel byl budován místními občany v letech 1828-1829. V listopadu 1829 byl na hlavní věži vztyčen tříramenný kříž. Kostel však nebyl vysvěcen, jelikož iniciátor stavby, kněz Josef Dostál, zemřel. K slavnostnímu vysvěcení kostela došlo až 8. listopadu 1874.
V roce 1938 byl u kostela zbudován přístavek. V roce 1942 byly zrekvírovány pro válečné účely všechny zvony. Za peníze z darů byla zakoupena mešní roucha, dřevěný betlém a výjev z Kalvárie. V roce 1970 byly opraveny obě věže kostela a na hlavní byly instalovány hodiny. O dva roky později musel být z vrcholu věže odstraněn poškozený kříž. V r. 1973 byl instalován a tajně posvěcen zvon sv. Cyril a Metoděj z dílny Laetitie Dytrychové z Brodku u Přerova. V r. 1989 byly v kostele provedeny restaurátorské práce varhan, andělů a několika soch, o rok později byl opraven betlém. V r. 1998 byly posvěceny dva nové zvony sv. Marie Svatohostýnské a sv. Vojtěcha.  V roce 2008 byl opraven kamenný kříž Kalvárie na návsi před kostelem.

## Popis
Kostel stojí na návsi uprostřed obce, která je vesnickou památkovou zónou, a tvoří její dominantu.
Památkově chráněno je také  sousoší Kalvárie z maletínského pískovce z roku 1825 stojící před vstupem do kostela. Na odstupněný sokl navazuje hranolový podstavec, který je z čelní strany zdoben reliéfem Nejsvětější Trojice. Po stranách dříku jsou samostatně stojící plastiky, na pravé straně Jan Evangelista a na levé Panna Marie. Dřík je zakončen širokou profilovanou římsou, vrchol tvoří kříž s tělem Krista.
Kostel je podélného tvaru s polygonálním závěrem, na který navazuje sakristie a přístavek z roku 1938. Na severní straně je vestavěná hranolová věž s kostelními hodinami a střechou ve tvaru čtyřboké stlačené helmice s lucernou a křížem na vrcholu. Střecha nad lodí je sedlová, uprostřed je sanktusník s novými zvony. Boční zdi lodi jsou prolomeny dvěma trojicemi oken zakončených valenými záklenky. V průčelí je hlavní portál s datací 1832. Nad ním se nachází kruhové okno s barevným zasklením. 
Vstupní prostor pod věží má po stranách dvě kaple a točité schodiště na kruchtu a do věže. Hlavní loď je završena dvěma poli pruských kleneb. Při vstupu je vybudována zděná kruchta s varhanami, sklenutá na dva pilíře. Chór je od lodi oddělen balustrádou. Presbytář je završen jedním polem pruské klenby.
Mobiliář tvoří hlavní oltář, mensa se svatostánkem, kompletní ornamentální a figurální výzdoba, přenosné oltáře sv. Josefa a sv. Jana Nepomuckého, zpovědnice, čtrnáct obrazů křížové cesty, dva bloky kostelních lavic a dvě samostatné lavice pod kruchtou, šestiramenný mosazný lustr a varhany. Na hlavním oltáři je retabulum s obrazem sv. Rodiny z r. 1887 od malíře Josefa Keslara z Loštic. Po stranách stojí sochy sv. Cyrila a sv. Metoděje. Volně zavěšený obraz s námětem  Růžencové slavnosti namaloval Alois Heinz z Opavy ve 3. třetině 19. století. 

## Galerie

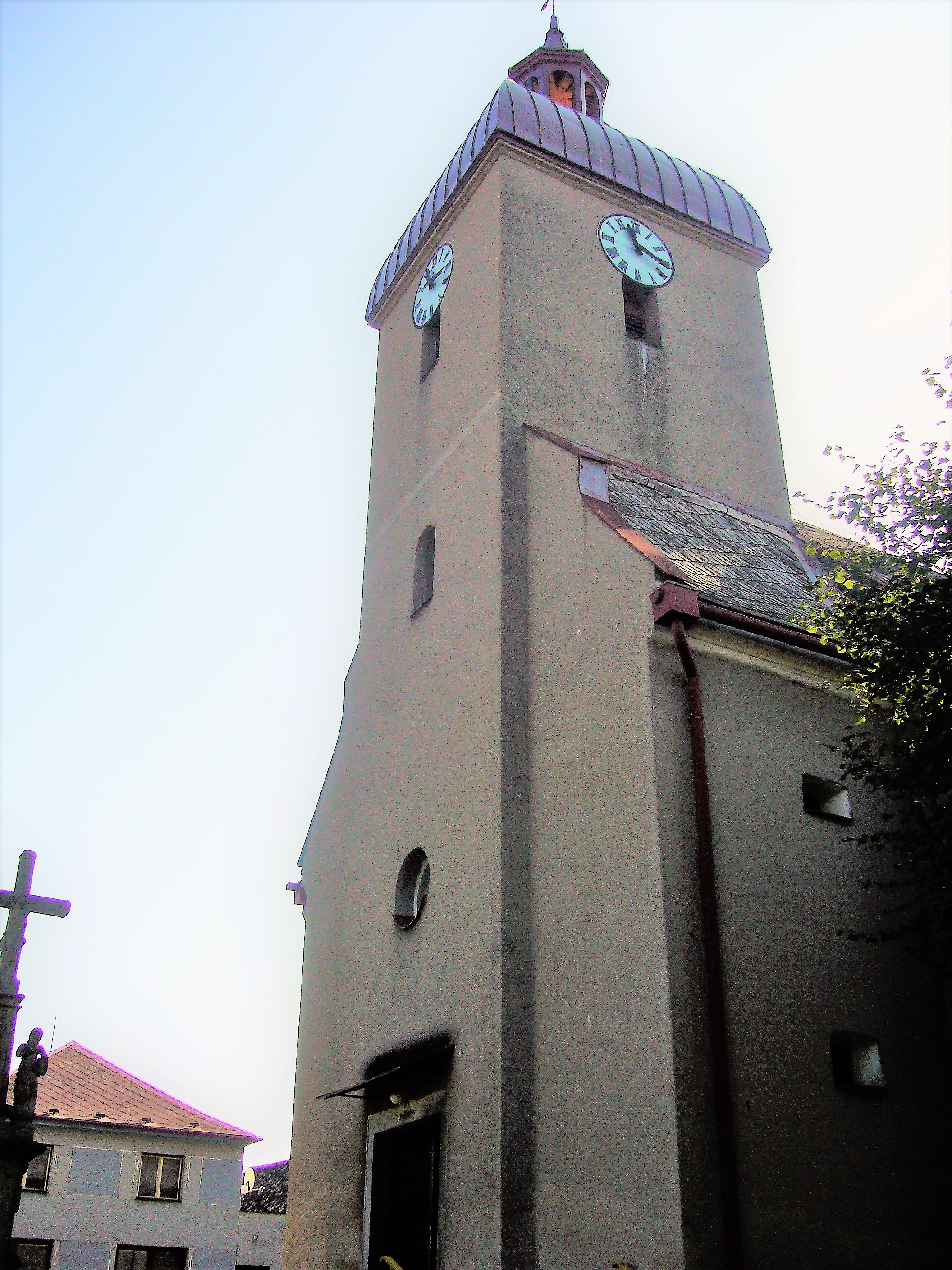
věž kostela
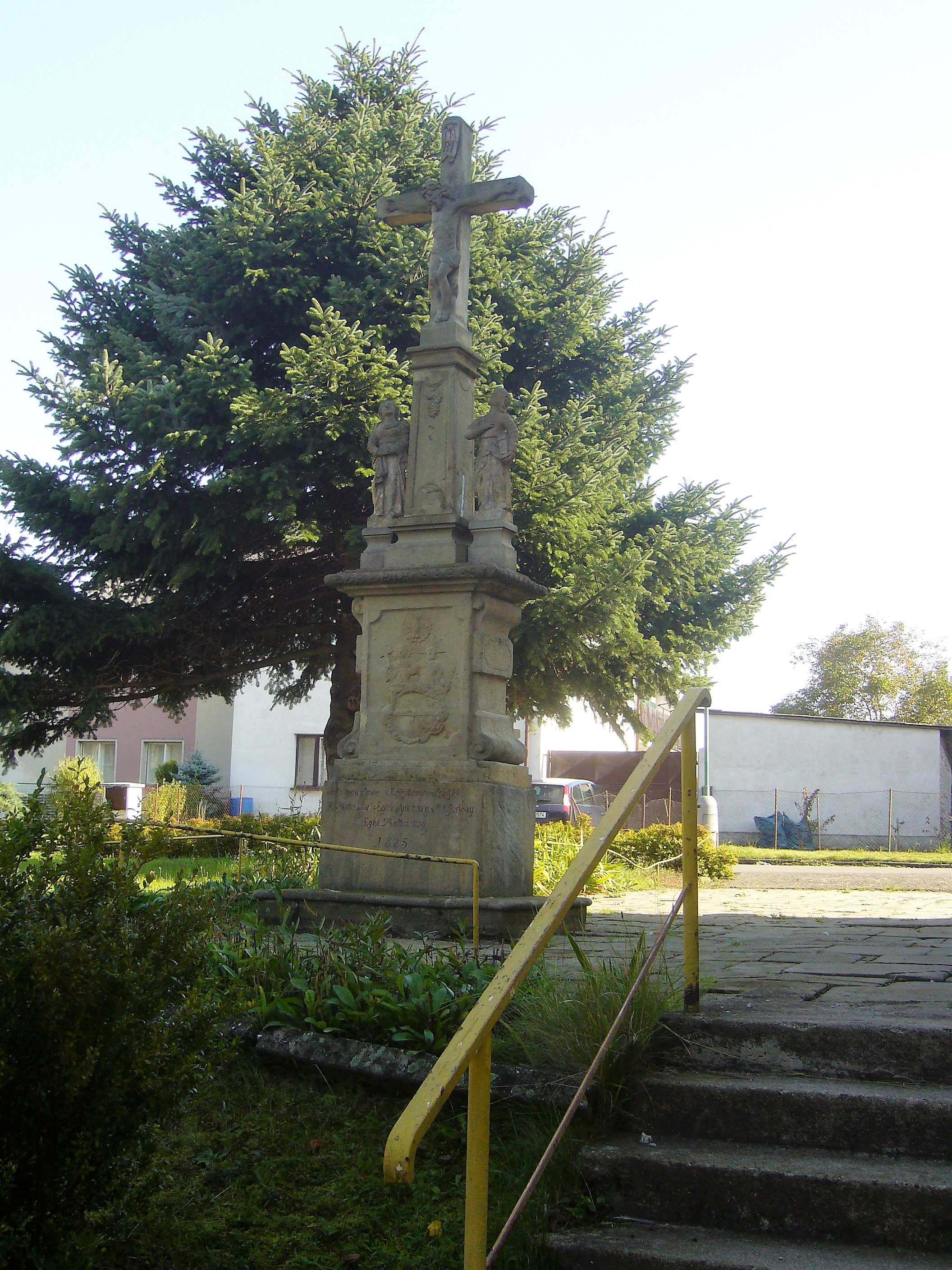
Kalvárie před kostelem sv. Josefa
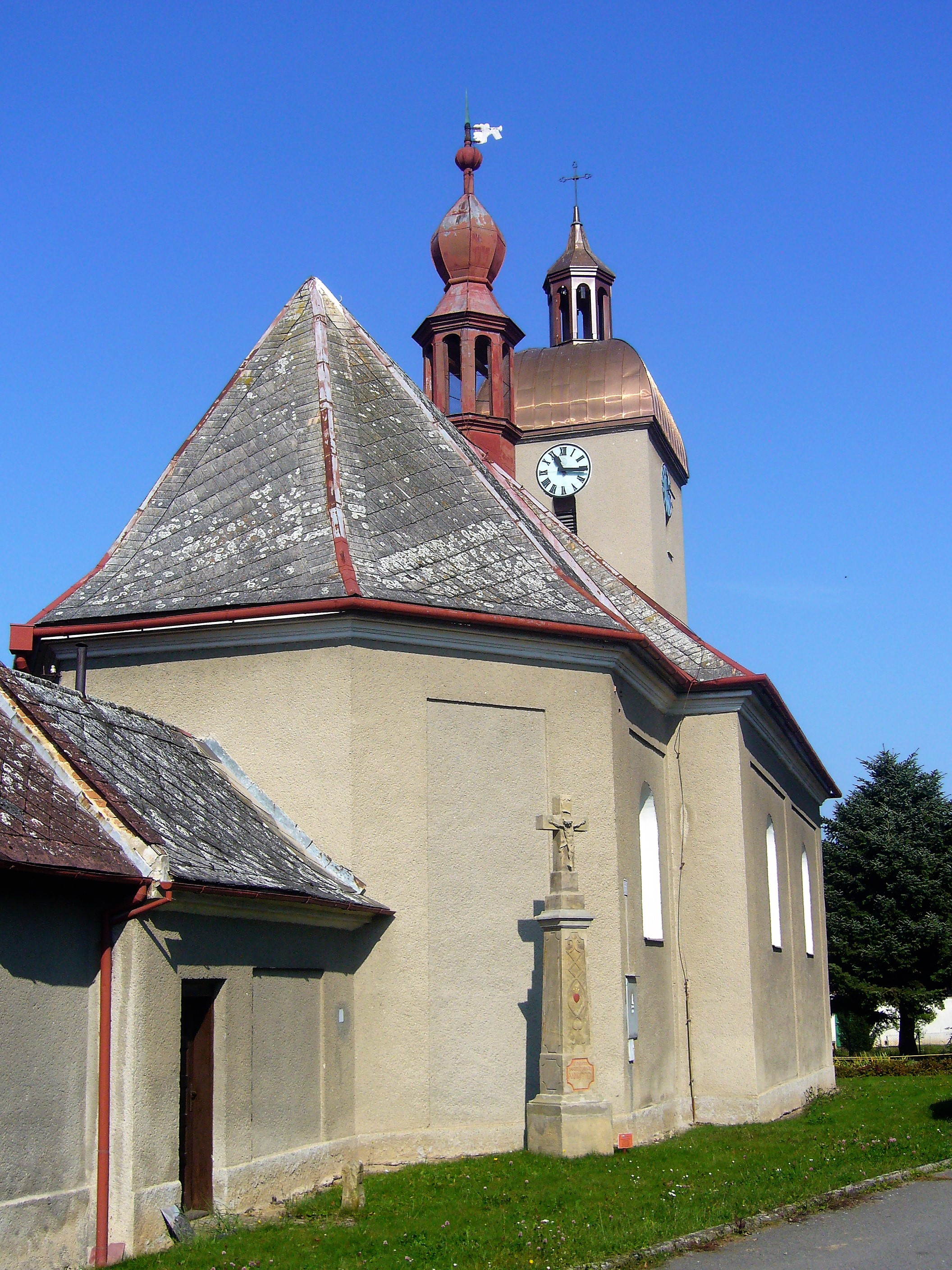
pohled od JV - přístavba s hasičskou zbrojnicí, sakristie, kříž
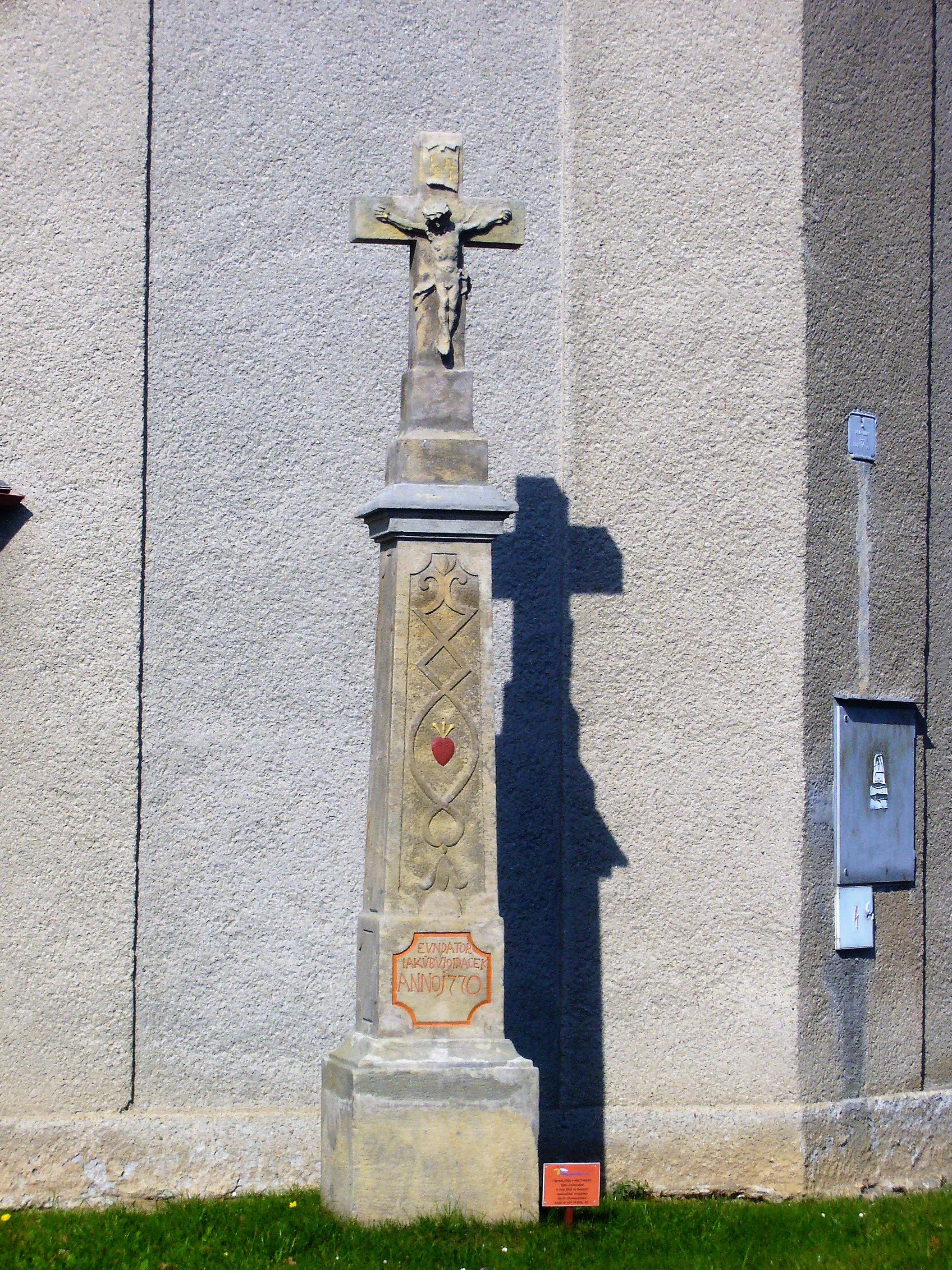
kříž u kostela sv. Josefa